# Claude Pauquet
Claude Pauquet, né à Montmorency (Seine-et-Oise, aujourd'hui Val-d'Oise) le  21 janvier 1954, est un photographe français. Son travail est distribué par l’Agence VU.

## Biographie
Au début des années 1980, Claude Pauquet suit des ateliers avec les photographes Claude Dityvon, Guy Le Querrec et Garry Winogrand. Sa rencontre avec Claude Dityvon lui permet d’entrer à l’agence Viva. Durant ces premières années, il s’exerce au travail de reportage sur l’instant, au travers des thèmes de la photographie de rue et de la musique, essentiellement en noir et blanc.
Parallèlement, on le retrouve musicien de jazz de 1982 à 1995. 
Au début des années 1990, il abandonne peu à peu le reportage et se tourne vers le paysage et le portrait.
Le leica est progressivement abandonné et il privilégie depuis lors un travail en couleur et l’usage d’appareils photographiques de grand format, en poursuivant une réflexion sur l'identité du paysage, l'observation du territoire social et la question de la représentation du réel dans la photographie du paysage contemporain.
Claude Pauquet développe des projets personnels au long cours sur des thèmes tels que :
- le paysage de bordure de routes nationales en France, qui fera l'objet de son premier livre, Bordures, avec un texte de Kenneth White, cité par l'universitaire belge Danièle Méaux, dans son article « L'OUvroir de PAYsage POtentiel [2], dans le numéro spécial Photographie et communication de la revue Recherches en communication publiée par l'université catholique de Louvain,
- une recherche autour du sanskrit dans un village en Inde du sud,
- un travail sur l'histoire de la déportation de sa mère, en parcourant son itinéraire depuis le Fort de Romainville jusqu'à Auschwitz-Birkenau, Ravensbrück et Mauthausen,
- ou enfin une série le long du littoral français entre Hendaye et Bray-Dunes.

Depuis 2006, Claude Pauquet réalise des séries sur les grands salons (armée, police, aviation, érotisme…), le général de Gaulle, l'institution sportive dans le pays thouarsais (Deux-Sèvres), ainsi qu’une série sur le Marais poitevin.
En juillet 2013, Claude Pauquet expose lors des Rencontres d'Arles une partie du travail réalisé lors d'une résidence dans deux établissements scolaires du Poitou.
En 2016, photographe associé au CACP Villa Perochon de Niort, il réalise lors d'une résidence de création le projet Private. Ce travail est montré dans six expositions réparties dans toute la ville.
De 2017 à 2019, puis à nouveau au cours de l'année 2022, il se consacre à un projet documentaire consacré au plus long des fleuves français, de ses sources à l'embouchure — projet intitulé « Loire [s] » — pour lequel il arpente les rives du fleuve lors d'une série de voyages au cours desquels il cherche à révéler la singularité du territoire, de ses paysages et de ses habitants dont il réalise des portraits, au gré de ses rencontres. À propos de ce travail, l'écrivain Dominique Moncond'huy, professeur de littérature française du XVIIe siècle à l'université de Poitiers fait remarquer que «  Avec Claude Pauquet, on est visiblement : nulle part. Ni là ni ailleurs. Ni dans les abords d'un fleuve dont il faudrait suivre docilement le cours et qu'il s'agirait de caractériser, de faire reconnaître, ni dans telle autre contrée plus ou moins clairement définie. Pour une part, la force de ses images tient à cette incongruité assumée. »
Les photographies de Claude Pauquet sont distribuées par l'Agence Vu et il collabore régulièrement avec les rédactions de Libération, Le Monde, Télérama et L'Actualité Nouvelle-Aquitaine. Par ailleurs, il dirige fréquemment des workshops au sein de l'université de Poitiers.

## Commandes publiques et institutionnelles
- Le Musée du Louvre de nuit, en 1994 et 1995.
- 200 portraits d’étudiants, Université de Poitiers, en 2001.
- Campagnes châtelleraudaises, le paysage dans le pays de Châtellerault, pour l’agglomération de communes et l’École d’arts plastiques en 2004.
- De Face, autour d’une chorégraphie de Daniel Dobbels avec les étudiants-danseurs de l’Université de Poitiers, en 2005-2006.
- Figure imposée no 5, Le sport et son territoire dans le Thouarsais, résidence pour l’École d’art de la ville de Thouars en 2006.
- Un voyage urbain, le paysage urbain du Poitou-Charentes, pour le Conseil régional de Poitou-Charentes, en 2006-2008.
- Quelle couleur pour le Marais?, résidence d’artiste à l’invitation du Parc naturel régional du Marais poitevin, en 2008-2009.
- Sur un plateau, mise en scène des équipes et des publics de lieux à vocation culturelle, en Charente et Charente Maritime, pour l’Espace Mendès-France à Poitiers, en 2011-2012.
- Résidence d’automne, résidence d’artiste au lycée du Bois d’Amour, à Poitiers, en 2014.
- Family, travail autour de la photographie de familles, avec l’aide de la région Poitou-Charentes, pour La Sabline, à Lussac les Châteaux, en 2014.
- Private, double résidence à la Villa Perochon, à Niort, en 2016 et six expositions réparties dans la ville.
- Dialogue avec Jacques Prévert, à l'invitation du Centre d'art contemporain de Châtellerault, résidence dans un quartier de la ville, en 2018.
- Le Catalogue des Ressources, en résidence avec Les Usines à Ligugé en 2020.
- Ici, c'est l'Ouest, en résidence avec la Corderie Royale, à Rochefort, en 2021.
- Paysages avec figures, en résidence avec le Château d'Oiron, Oiron, Deux-Sèvres en 2023-2024.

## Expositions

### Expositions personnelles
- 1995 : Bordures,  MJC Dunkerque-Rosendaël, Dunkerque
- 1996 : Bordures, Carré Amelot, La Rochelle
- 1996 : Bordures, Scène nationale, Bayonne.
- 2001 : Deux saisons à Poitiers, Médiathèque François-Mitterrand, Poitiers
- 2002 : Convoi vers l'Est et retour, La Soufflerie, Poitiers
- 2003 : Convoi vers l'Est et retour, CRDP, Poitiers
- 2004 : Campagnes châtelleraudaises, Centre d'art, Châtellerault
- 2005 : À l'Est de l'océan, La Soufflerie, Poitiers
- 2006 : Figure Imposée N°5, Chapelle Jeanne-d'Arc, Thouars.
- 2006 : Au bout des Certains, Château d'Oiron, Oiron, Deux-Sèvres
- 2007 : Rural/Urbain, Galerie Louise Michel, Poitiers
- 2007 : Objets de plage, Biennale internationale, Melle
- 2009 : La Couleur du Marais, Maison du marais poitevin, Coulon
- 2009 : Mission région, Maison de l'Architecture, Poitiers
- 2009 : Mission région, Abbaye aux Dames, Saintes
- 2010 : Mission région, Musée d'art et d'histoire, Cognac
- 2010 : Mission région, Musée Bernard-d'Agesci, Niort
- 2010 : Un littoral, des salons, L'Imagerie, Lannion
- 2013 : Convoi vers l'Est et retour, CRDP, Poitiers
- 2014 : Family, Musée de La Sabline, Lussac-les-Châteaux
- 2016 : Private, Villa Pérochon, Niort
- 2018 : Dialogues avec Jacques Prévert, Centre d'art, Châtellerault
- 2021 : Loire(s), Musée de La Sabline, Lussac-les-Châteaux
- 2021 : Le Catalogue des Ressources, les Usines, Ligugé
- 2022 : Le Catalogue des Ressources, Espace Mendes-France, Poitiers

### Expositions collectives
- 1994 : Regards sur le carnaval dunkerquois avec Jean Charles Bayon, Jean-Marc Zaorski,  Dahou, Jean Jacques Benichou, Rutger Ten Broecke, MJC Dunkerque-Rosendaël, Dunkerque

## Publications
- 1994 : Regards sur le carnaval dunkerquois, avec des photographies de Jean-Charles Bayon, Jean-Marc Zaorski, Claude Pauquet, Dahou, Jean-Jacques Bénichou, Rutger Ten Broeke, Éditions MJC Dunkerque-Rosendael, Dunkerque •  (ISBN 2-95081-070-5)
- 1995 : Bordures : un parcours de Dunkerque à Hendaye, textes de Kenneth White, Poitiers, coédition MJC Dunkerque-Rosendaël et M3Q Poitiers •  (ISBN 2-95081-071-3)
- 1995 : Les Lumières du Louvre, Textuel, Paris
- 2000 : Le Printemps Chapiteau, introduction de Claire Lasne, Centre dramatique Poitou-Charentes, Poitiers •  (ISBN 978-2-95157-670-4)
- 2001 : Deux saisons à Poitiers, avec Marc Deneyer, texte de Pierre d'Ovidio, Le Temps qu'il fait, Cognac •  (ISBN 978-2-86853-354-8)
- 2002 : Convoi vers l'Est et retour, texte de Daniel Dobbels, Le Temps qu'il fait, Cognac •  (ISBN 978-2-86853-366-1)
- 2002 : Le Voyage des répliques,  introduction de Claire Lasne, Centre dramatique Poitou-Charentes, Poitiers •  (ISBN 2-95157-671-4)
- 2004 : Campagnes châtelleraudaises, introduction d'Antoine Emaz, École d'arts plastiques, Châtellerault
- 2006 : Au bout des Certains, textes de Christian Caujolle, Dominique Moncond'huy et Paul-Hervé Parsy, Le Temps qu'il fait, Cognac •  (ISBN 978-2-86853-474-3)
- 2007 : En territoire urbain, texte de Pierre d'Ovidio, Galerie Louise Michel, Poitiers.
- 2022 : Les pieds des photographes — Neuf photographes en Nouvelle Aquitaine, ouvrage collectif sous la direction d'Anne-Cécile Guilbard, avec des photographies d'Eva Avril, Jean-Luc Chapin, Marc Deneyer, Gabrielle Duplantier, Thierry Girard, Chrystèle Lerisse, Laurent Millet, Claude Nori et Claude Pauquet, Le Temps qu'il fait, Cognac •  (ISBN 978-2-86853-699-0)

## Collections
On retrouve les photographies de Claude Pauquet dans un certain nombre de collections publiques ou privées (BnF, Musée Niepce à Chalon-sur-Saône, Frac, Artothèques, Universités). 
En 2015, le FRAC Poitou-Charentes fait l'acquisition de douze photographies de la série 35 ans d'ancienneté (2009) .
En 2021, la Bibliothèque nationale de France fait l'acquisition de soixante de ses photographies.

## Récompenses et distinctions
Claude Pauquet a reçu plusieurs aides du ministère de la Culture : aides individuelles à la création en 1995 et 2007 ainsi que deux aides à l'installation en 2003 et 2017.